# Angela Milanese
Angela Milanese (Venezia, 5 luglio 1968) è una cantautrice italiana.

## Biografia
Ha iniziato giovanissima ad avere le prime esperienze dal vivo come “cantautrice" e poi come solista di un gruppo rock 
funky italiano (i "Missing in Action") che ottiene ottimi riscontri nel circuito locale e nazionale. Nel frattempo 
comincia ad avvicinarsi al jazz e allo studio della tecnica vocale, frequentando gli insegnamenti di cantanti come 
Lilian Terry, Jay Clayton, Bob Stoloff, Rachel Gould, Ines Reiger, Mark Murphy, Rosetta Pizzo, Francesca Scaini e altri.
L'impegno della musica, condotto di pari passo agli studi universitari (laureata in lettere dal 1994), la vede lavorare
professionalmente in molti studi di registrazione: Blue train, Mattis, Telex, Condulmer. In quest'ultimo, in 
particolare, affianca come corista nomi quali Paola Turci, Donatella Rettore, Francesco Baccini e Sabrina Salerno, con la quale ha realizzato anche due tournée europee.
Collabora con Pino Donaggio nell'incisione di canzoni per film da lui composte (le sigle di format quali Commesse, 
Don Matteo, La tassista) e realizza jingles pubblicitari televisivi e radiofonici.
Da anni insegna canto privatamente e nelle scuole di musica (Music lab di Mestre, Gershwin di Padova, Paul Jeffrey di 
Caorle e altre). Centinaia di serate in tutta Italia l'hanno vista apprezzata protagonista di repertori cover, jazz e 
inediti.
Nel 1999 Ha vinto una borsa di studio per la partecipazione ad un corso per interpreti e compositori presso il CET 
(Centro Europeo di Tuscolano diretto da Mogol).
Collabora come solista col coro gospel italiano (Venice Gospel Ensemble), col sestetto vocale (VG's Time out) 
diretto dal maestro Luca Pitteri (maestro di canto della trasmissione Amici di Maria De Filippi), con Maurizio Camardi & 
Kammerensemble. Con questi ultimi realizza, per le edizioni del Manifesto, il cd La frontiera scomparsa dove 
duetta insieme a Ricky Gianco e a Mauro Ermanno Giovanardi dei La Crus. Ha partecipato come ospite nel lavoro 
discografico del marito Maurizio Nizzetto Shade, che ha avuto ottime recensioni  (da Enzo Siciliano su Venerdì di Repubblica a Musica Jazz, Jazz it a Chitarre).
Tra il 2000 e il 2002 ha fatto da corista per le ultime produzioni discografiche di Ivana Spagna e di Paolo Belli. Oltre a ciò, ha partecipato come cantante a trasmissioni televisive delle reti Fininvest accompagnando artisti 
quali Elisa, Al Bano, Renato Zero, Massimo Ranieri, Paola & Chiara, i Gazosa ecc.
Da un paio d'anni collabora con un progetto teatrale intitolato La buona novella, in cui ripropone, accanto ai 
monologhi dell'attore Giovanni Giusto, le melodie del famoso disco di Fabrizio De André.
Nel 2004 è uscito il suo primo lavoro discografico interamente scritto e interpretato da lei, Un'altra musica, un 
disco dalle sonorità acustiche dove i testi in italiano intrecciano melodie raffinate, a metà strada tra il jazz e la 
canzone d'autore.
Col suo progetto di canzoni originali partecipa a importanti rassegne e festival. Nel maggio 2007 è stata selezionata 
per partecipare al festival della canzone d'autore a Düsseldorf e al Festival di Mantova dove ottiene ottimi riscontri 
di pubblico e di critica.

## Discografia
- 1993 VV. AA. Compilation Baby rock 2 (col gruppo "Missing in action")
- 1994 VV. AA. Compilation Venezia e dintorni (col gruppo "Missing in action")
- 1996 VV. AA. Scutari, Dawning, Srazz Records
- 1996 VV. AA. The party of miracles, BMG Ricordi
- 1996 VV. AA. I wanna be loved by you, Warner Bros. Music
- 1997 Venice Gospel Ensemble Let's take time out, VGE
- 1998 Venice Gospel Ensemble The VGE's Christmas time out, VGE
- 2000 Venice Gospel Ensemble Westbound coach, VGE
- 2001 Maurizio Camardi con Kammerensemble La frontiera scomparsa, Il Manifesto
- 2001 Maurizio Nizzetto Shades
- 2004 Angela Milanese Un'altra musica, SELF
- 2004 Giovanni Giusto Racconto per un cristiano comune, Bianco e Nero
- 2005 Ricky Gianco e VV. AA. La battaglia di Canne
- 2005 Giovanni Giusto Racconto per un cristiano comune, teatro canzone
- 2008 Angela Milanese Peregrinazioni Lagunari, La Nota
- 2009 Maurizio Nizzetto Mare su chiglia, Caligola